# José Aguayo
José Aguayo (25 ottobre 1955) è un ex calciatore peruviano, di ruolo difensore.

## Carriera

### Club
Ha trascorso tutta la carriera nel campionato peruviano, che ha anche vinto nel 1981.

### Nazionale
Ha collezionato 5 presenze con la maglia della nazionale, con cui nel 1983 ha partecipato alla Coppa America.

## Palmarès

### Club

#### Competizioni nazionali
- Campionato peruviano: 1

Melgar: 1981